# Franco Branciaroli
Franco Branciaroli, est un acteur et metteur en scène italien né le 27 mars 1947 à Milan (Lombardie).

## Biographie
Né à Milan, Branciaroli étudie l'art dramatique à l'école du Piccolo Teatro et fait ses débuts professionnels en 1970 dans une adaptation de Toller de Tankred Dorst mise en scène par Patrice Chéreau,. Il travaille ensuite avec d'éminents metteurs en scène tels que Carmelo Bene, Luca Ronconi, Aldo Trionfo, Gianfranco De Bosio et, dans la seconde moitié des années 1980, il entame une collaboration remarquée avec Giovanni Testori,. Fondateur de la troupe théâtrale Compagnia degli Incamminati, Branciaroli fait ses débuts comme metteur en scène en 1981,. En 2022, il débute comme écrivain avec le roman La carne tonda,. Au cinéma, Branciaroli a joué dans cinq films du réalisateur de films érotiques Tinto Brass.

## Filmographie

### Acteur de cinéma
- 1975 : Vices privés, vertus publiques (Vizi privati, pubbliche virtù) de Miklós Jancsó
- 1977 : Black Journal (Gran bollito) de Mauro Bolognini
- 1980 : Le Mystère d'Oberwald (Il mistero di Oberwald) de Michelangelo Antonioni
- 1981 : Robinson Crusoe mercante di York (it) de Carlo Quartucci (it)
- 1983 : La Clef (La chiave) de Tinto Brass
- 1985 : Miranda de Tinto Brass
- 1991 : Faccia di lepre de Liliana Ginanneschi
- 1992 : Così fan tutte de Tinto Brass
- 1994 : Le voyeur (L'uomo che guarda) de Tinto Brass
- 2002 : Senso '45 de Tinto Brass
- 2004 : Gli arcangeli de Simone Scarfidi
- 2007 : I Vicerè de Roberto Faenza
- 2008 : Bianco e nero de Cristina Comencini
- 2010 : La donna della mia vita de Luca Lucini
- 2017 : Terapia di coppia per amanti (it) de Alessio Maria Federici (it)